# Усово (станція)
У́сово (рос. Усово) — зупинний пункт/пасажирська платформа Білоруського (Смоленського) МЗ напрямку в селі Усово Одинцовського району Московської області. Відстань від Москва-Пасажирська-Смоленська — 31 км. За обсягом виконуваної роботи віднесена до 4 класу. Входить в Московсько-Смоленський центр організації роботи залізничних станцій ДЦС-3 Московської дирекції управління рухом.
Розташована поблизу Рубльово-Успенського шосе та садиби Ново-Огарьово. На станції одна пасажирська острівна платформа, використовувана для руху в обох напрямках, дві колії, обидві використовуються для нічного відстою потягів. Вдень рух йде тільки по одній з них. Дерев'яний вокзал знесений у 2006 році.